# IC 640
IC 640 ist ein inexistentes Objekt im Sternbild Kleiner Löwe am Nordsternhimmel, welches der französische Astronom Guillaume Bigourdan am 27. März 1887 fälschlich als IC-Objekt beschrieb.